# Franciscanessen van Oudenbosch

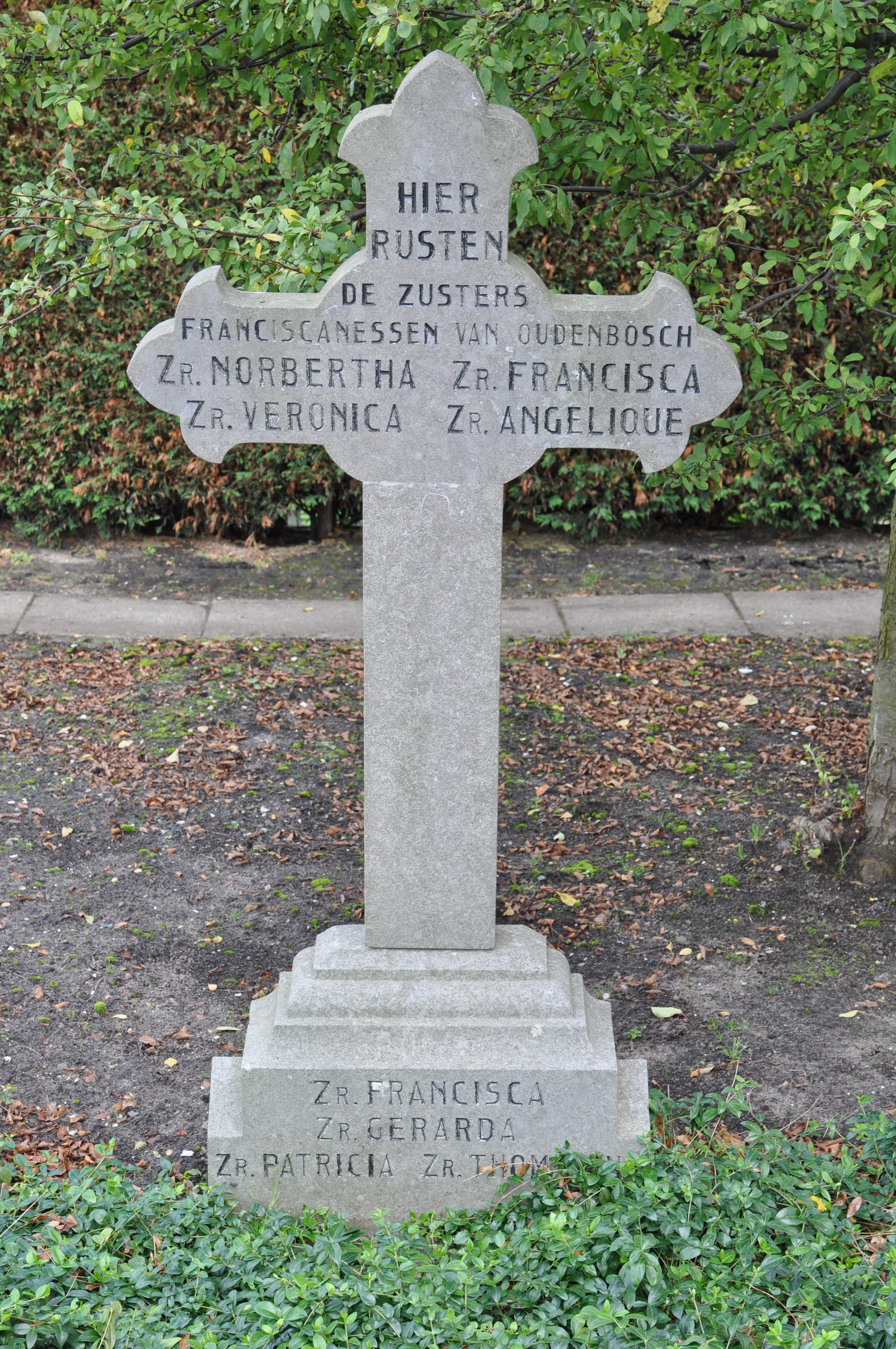
Graf van de Zusters Franciscanessen van Oudenbosch in Gouda

De Franciscanessen van Oudenbosch, eigenlijk: Franciscanessen van Sint-Anna, is een rooms-katholieke congregatie die gesticht is in 1832.
De zusters kunnen worden getypeerd als Penitenten-Recollectinen van de Reguliere Derde Orde van de Heilige Franciscus van Assisi.

## Geschiedenis
Oorspronkelijk was de gemeenschap een succursaal van de Franciscanessen van Roosendaal, maar ze ontwikkelde zich tot een zelfstandige congregatie. Het eerste onderkomen van de zusters was gelegen in het voormalige Latijns College aan de Wagenhoek. Enkele jaren later verhuisde men naar de Kerkstraat. Zij stichtten, naast een dagschool, het pensionaat Sint-Anna. In 1902 kwam kweekschool Le Sacré Coeur daarbij, later ook nog de huishoudschool Sint-Agnes en in 1922 het externaat Sint-Franciscus. In 1937 kwam er een noviciaat aan de Sint-Annastraat.
De zusters hielden zich bezig met het onderwijs en met wijkverpleging. Ook werden ze uitgezonden voor missiewerk en wel naar Suriname, vanaf 1925 en naar Kenia vanaf 1958.

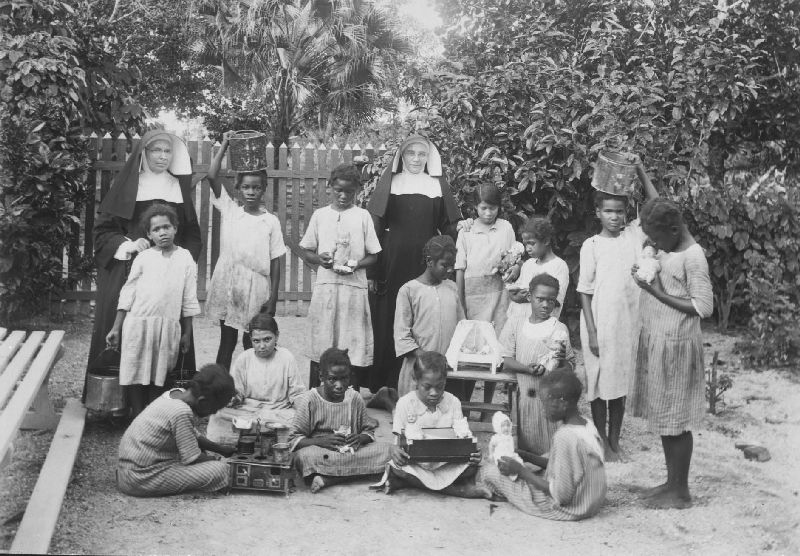
Surinaamse weesmeisjes en zusters in Suriname

## Stichtingen
Vanuit het moederhuis te Oudenbosch werden tal van stichtingen verricht, en wel te:
- Alphen aan den Rijn
- Bergen op Zoom: Boxhornstraat, Rembrandtstraat vanaf 1912 tot na 1970. Men begon een meisjesschool en vanaf 1929 de Sint-Agnes-school voor buitengewoon onderwijs.
- Breda: Etnastraat, Haagweg, Oranjeboomstraat. Aan de Haagweg stond het Sint-Annaklooster, in 1933 werd het klooster aan de Etnastraat betrokken. De zusters verzorgden sinds 1929 het onderwijs in de Sint-Theresiaparochie.
- Dinteloord: Westerstraat, vanaf 1889. Vanaf 1929 werd ook de wijkverpleging verzorgd.
- Fijnaart: Molenstraat. Vanaf 1926. Men bediende een kleuterschool, een naaischool en een lagere school, en vanaf 1934 ook de wijkverpleging.

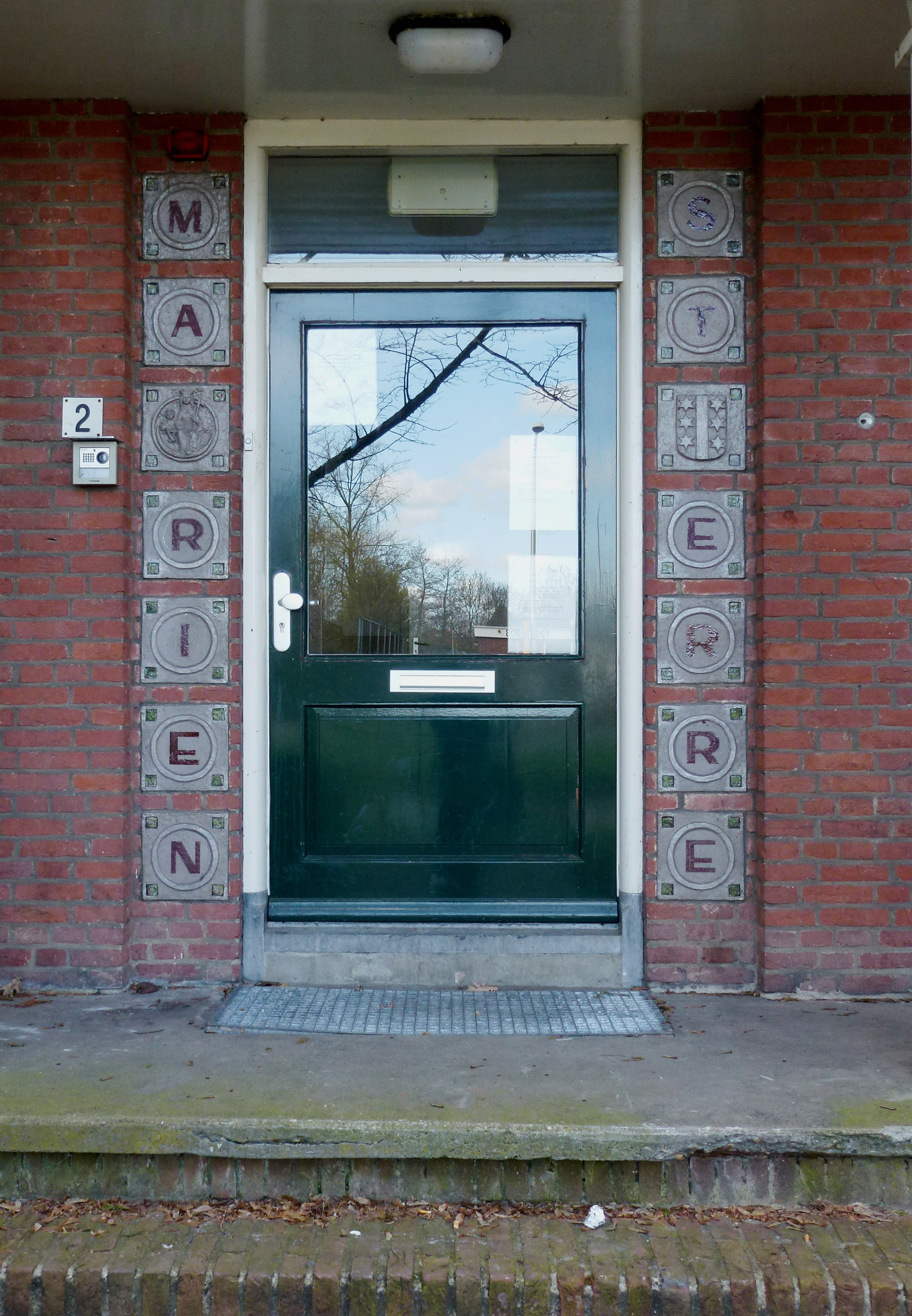
Zusterhuis aan de Ruys de Beerenbroucklaan, Gouda

- Gouda: Ruys de Beerenbroucklaan, Westhaven. Vanaf 1849 en 1856 als Sint-Vincentiusgesticht. De zusters vertrokken eind jaren zestig van de 20e eeuw.
- Heerle: D 208. Vanaf 1896 verzorgden de zusters het onderwijs. Men vertrok omstreeks 1960.
- Heiloo: K 136. Vanaf 1923 verzorgden de zusters het onderwijs. Men vertrok omstreeks 1970.
- Hoeven. Vanaf 1848. In 1864 werd een nieuwe school gebouwd die later nog enige malen vernieuwd is.
- Koewacht: Nieuwstraat. In 1858 werd het klooster op Belgisch grondgebied gesticht. In 1913 werd het verplaatst naar Nederlands grondgebied. Men verzorgde het onderwijs voor meisjes. De zusters vertrokken in 1966.
- Nijmegen: Pater Eijmardwe. In 1929 kwamen de zusters. In 1930 gingen ze in het Sint-Thomasgesticht wonen. Men verzorgde een bewaarschool, een naaischool en een lagere school. Omstreeks 1970 vertrok men.
- Ossendrecht: Berg, Dorpsstraat. De zusters vestigden zich in 1847 aan de Berg. In 1900 kwam een nieuw klooster aan de Dorpsstraat gereed. Vanaf 1924 werd ook de wijkverpleging ter hand genomen.
- Poeldijk: Nieuweweg, Voorstraat. De zusters vestigden zich in 1874 en startten een bewaarschool en even later een lagere school. Vanaf 1911 nam men de armenzorg en de bejaardenzorg op zich. Ook kwam er een kliniek en een consultatiebureau van het Wit-Gele Kruis.
- Rucphen: Karnemelkstraat. In 1888 kwamen de zusters naar Rucphen en begonnen een bewaarschool en een naaischool, in 1889 ook een lagere school. Omstreeks 1960 vertrokken de zusters.
- Sint Jansteen: Hoofdstraat. In 1892 vestigden de zusters zich op het terrein van de voormalige schuurkerk. Zij gaven onderwijs. Vanaf 1926 werd ook de toen zelfstandig geworden parochie te Heikant van onderwijs voorzien. Vanaf 1927 werd ook de wijkverpleging ter hand genomen.
- Stampersgat: F 99. In 1928 kwamen de zusters naar Stampersgat en stichtten een bewaarschool, een lagere school en een naaischool. Omstreeks 1960 vertrokken de zusters.
- Vught: Esscheweg, Heilig-Hartplein, Lidwinastraat.
- Zegge: Hoefstraat. De zusters kwamen in 1931 en verzorgden het onderwijs. Omstreeks 1970 vertrokken ze weer.
- Zoetermeer: Dorpsstraat. De zusters kwamen in 1859 en zij verzorgden het onderwijs. Ze bleven tot 1966.
- Zuiddorpe: Hoofdweg Noord. In 1929 werd het klooster Onze-Lieve-Vrouw van Lourdes ingewijd. Men bediende een bewaar- en naaischool, en ook het katholieke onderwijs voor meisjes in Axel.

## Externe bron
- Erfgoed kloosterleven